# Lyle Campbell
Lyle Richard Campbell (Oregón, Estados Unidos, 22 de octubre de 1942) es un lingüista y experto en idiomas indígenas, especialmente los de Mesoamérica. También es un conocedor de los idiomas urálicos y profesor de lingüística en la Universidad de Hawái, en Manoa.

## Biografía
Campbell creció en la zona rural del estado de Oregón. Recibió su grado de licenciatura en arqueología y antropología en 1966, y su M.A. en lingüística por la Universidad de Washington) en 1967. Más tarde, en 1971, obtuvo su doctorado también en lingüística por la Universidad de California (UCLA).
Campbell ha sido profesor en diversas universidades: Universidad de Misuri (1971-1974), la Universidad de Nueva York en Albany, (1974-1989), en la Universidad Estatal de Luisiana, (1989-1994), la Universidad de Canterbury, en Christchurch, Nueva Zelandia, (1994-2004); la Universidad de Utah, (2004-2010) y la Universidad de Hawái, en Manoa.
También ha sido profesor visitante en El Colegio de México, en la Memorial University (Canadá), en la Ohio State University, en la Universidad de Hamburgo, en la Universidad de Helsinki, en la Universidad Nacional Autónoma de México, en la Universidad del País Vasco (España), en la Universidad Turku (Finlandia) y en tres universidades de Brasil.
Sus investigaciones y temas de cátedra han sido: la lingüística histórica, las lenguas indoamericanas, la revitalización de idiomas en riesgo de desaparición, la tipología, la sociolingüística, la lingüística antropológica y las lenguas urálicas.
Es autor de más de 20 libros y numerosos artículos; dos de sus libros (American Indian languages: The historical linguistics of Native America and Historical Syntax in Cross-Linguistic Perspectives, este último editado con Alice C. Harris) ganaron la presea Leonard Bloomfield, otorgada por la Sociedad Lingüística de América.

## Obra publicada
- (1971). Cakchiquel Basic Course. Provo: Peace Corps
- (1977). Quichean Linguistic Prehistory (University of California Publications in Linguistics, 81). Berkeley: University of California Press
- (1978). Bibliography of Mayan Languages and Linguistics. Institute for Mesoamerican Studies, Publication 3. SUNY Albany
- Con Marianne Mithun (eds.) (1979). The Languages of Native America: An Historical and Comparative Assessment. Austin: University of Texas Press
- (1980). El idioma cacaopera (Colección Antropología e Historia, 16.)  Administración del patrimonio cultural. San Salvador, El Salvador: Ministerio de Educación, Dirección de publicaciones
- Con John Justeson (eds.) (1984). Phoneticism in Mayan Hieroglyphic Writing. (Institute for Mesoamerican Studies, Pub. 9.) SUNY Albany/University of Texas Press
- (1985). The Foreign Impact of Lowland Mayan Languages and Script. (Middle American Research Institute, publication 53.) New Orleans: Tulane University
- (1985). The Pipil language of El Salvador. Berlín: Mouton de Gruyter
- (1988). The Linguistics of Southeast Chiapas (arts. de New World Archaeological Foundation, 51.) Provo, Utah
- Con E. Migliazza (1988). Panorama general de las lenguas indígenas en las Amerícas. Historia General de América, tomo 10. Instituto Panamericano de Geografía e Historia. Caracas
- Con Alice C. Harris (1995). Historical syntax in cross-linguistic perspective. Cambridge:  Cambridge University Press. [Winner of the Leonard Bloomfield Book Award, 1998]
- Con P. J. Mistry y Jane Hill (eds.) (1997). The Life of Language:  Papers in Linguistics in Honor of William Bright. Berlín: Mouton de Gruyter
- (1997). American Indian languages: the historical linguistics of Native America. Oxford: Oxford University Press. ISBN 0-19-509427-1. (Ganador de la presea Leonard Bloomfield de la Sociedad Lingüística de América, en el año 2000, por el mejor libro de lingüística. Fue nominado en 1998 Libro sobresaliente)
- (1998). Historical Linguistics: an Introduction. Edinburgh: Edinburgh University Press; Cambridge, MA: MIT Press (1999); 2.ª ed., 2004; 3.ª ed., 2013.
- (2003). Grammaticalization:  a critical assessment. Special issue of Language Sci. 23 (2-3)
- (2004). New Zealand English: its Origins and Evolution. Cambridge: Cambridge University Press
- Con William J. Poser (2008). Language Classification: History and Method. Cambridge: Cambridge University Press. ISBN 978-0-521-88005-3
- Con Verónica Grondona (eds.) (2012). The Indigenous Languages of South America: A Comprehensive Guide. Berlín: Mouton de Gruyter